# Bert Howe
Albert Richard Henry Howe (sinh ngày 16 tháng 11 năm 1938) là một cựu cầu thủ bóng đá người Anh thi đấu ở vị trí hậu vệ ở Football League.

## Sự nghiệp
Sinh ra ở Charlton, London, Howe có 313 lần ra sân ở Football League cho Crystal Palace, Leyton Orient và Colchester United, trước khi chuyển sang bóng đá non-league với Romford.